# Passaggio della Martinica
Il passaggio della Martinica o canale di Dominica, è uno stretto nel Mar delle Antille, nei Caraibi.
Ha una larghezza di 35 km e separa l'isola della Martinica a sud, dall'isola di Dominica situata a nord.